# Volkenstorfer

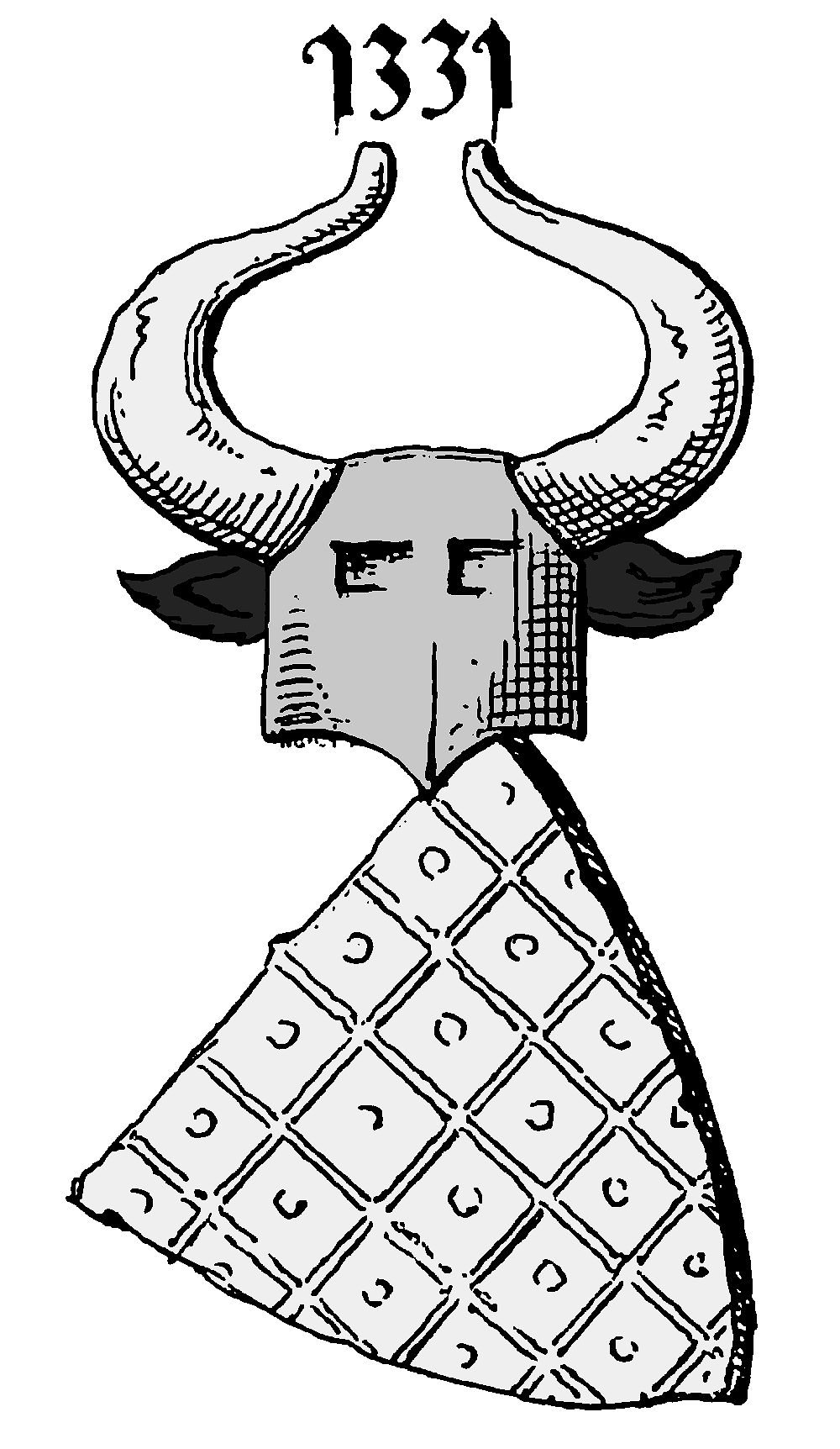
Stammwappen des Heinrich IV. von Volkerstorf von 1331, nach Johann Siebmacher

Die Volkenstorfer (Volkerstorfer, Volkersdorfer) waren eines der ältesten und edelfreien Adelsgeschlechter Oberösterreichs. Ihr Stammgebiet war das Landgericht zwischen den Flüssen Enns und Traun. Im 12. Jahrhundert wurden sie in die Ministeriale der steirischen Markgrafen. Sie waren in der Folge mit dem Erbfähnrichsamt des Hauses Österreich belehnt.

## Volkenstorfer und Gleinker
1120 tritt ein Durinc als gemeinsamer Ahnherr der Gleinker und der Volkenstorfer in Erscheinung. Als erster der Volkenstorfer erscheint Arnhalm I. als Zeuge in einer Schenkungsurkunde der Otakare von Steyr. Dieser Volkenstorfer gründete um 1120 das Kloster Gleink und verlegte seine Burg in die Gegend des heutigen Volkersdorf. Sein Sohn Arnhalm II. ist 1151 in einem Tauschvertrag von Bischof Konrad von Passau und den Klöstern Gleink und Stift Seitenstetten als Zeuge erwähnt. Sein Sohn Otto I. wird zwischen 1170 und 1192 in zahlreichen Urkunden des Markgrafen Otakar IV. von Steyr und des Herzogs Leopold genannt.
In der vierten nachweisbaren Generation spaltete sich mit Herbort (um 1200) die Nebenlinie der Wolfgerstorfer ab. Ende des 13. Jahrhunderts teilte sich das Geschlecht in drei Linien, von denen eine zu Kreuzen, eine zu Neuhofen-Gschwendt und die dritte zu Volkersdorf residierte. Die Neuhofener Linie ging um 1349 mit Heinrich III. von Volkenstorf zu Ende, wobei der Besitz von Neuhofen und Gschwendt an Otto IV. von Kreuzen überging. Die Kreuzner Linie starb 1478 mit Hadmar IV. von Volkenstorf aus.
Die Stammlinie in Volkersdorf starb im Mannesstamm 1616 mit Wolf Wilhelm II. von Volkenstorf aus. Letzterer war bekennender Protestant, er war auch von 1610 bis zu seinem Lebensende Landeshauptmann ob der Enns. Zwar hatte er versucht, sein Wappen und seine Besitzungen an die ältesten Söhne seiner Töchter weiterzugeben, aber keine von diesen bekam einen Sohn. Besitznachfolger wurden zuerst die Herren von Gera. Da auch diese Protestanten waren, die von ihrem Bekenntnis nicht Abstand nehmen wollten, wurden sie 1621 nach der Besitzergreifung von Österreich ob der Enns durch Herzog Maximilian von Bayern verhaftet und mussten nach ihrer Begnadigung zuerst nach Regensburg und dann nach Nürnberg emigrieren. Katharina von Volkenstorf hat dann 1629 im Einverständnis mit ihren Töchtern die Herrschaften Volkenstorf mit Stein und Weißenberg an Graf Werner t‘Serklaes von Tilly verkauft. Letzterer ließ die Burg Volkenstorf abbrechen und nahe der ehemaligen Burgstelle das Schloss Tillysburg erbauen.

## Wappen
Blasonierung: Der Schild ist mit Hermelinfell bezogen. Auf dem Helm mit schwarz-silbernen (oder rot-silbernen) Helmdecken zwei ebenso bezogene Büffelhörner mit ursprünglich anhängenden Ohren. In späteren Darstellungen fehlen diese, dafür ist dann ein rotes Kreuz zwischen den Hörnern.

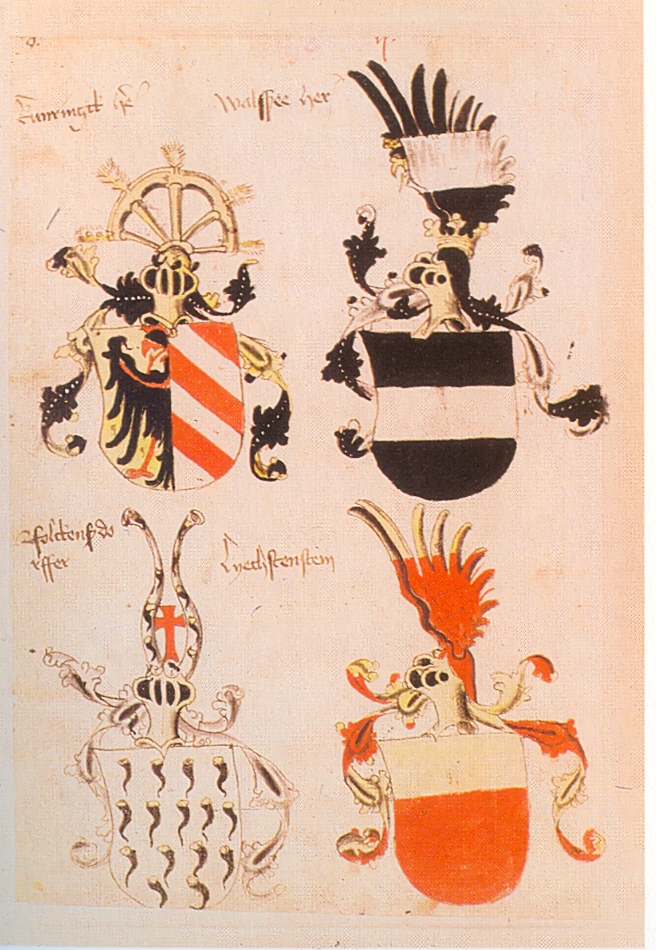
Wappen der Volkenstorfer im Ingeram Codex (um 1459), links unten
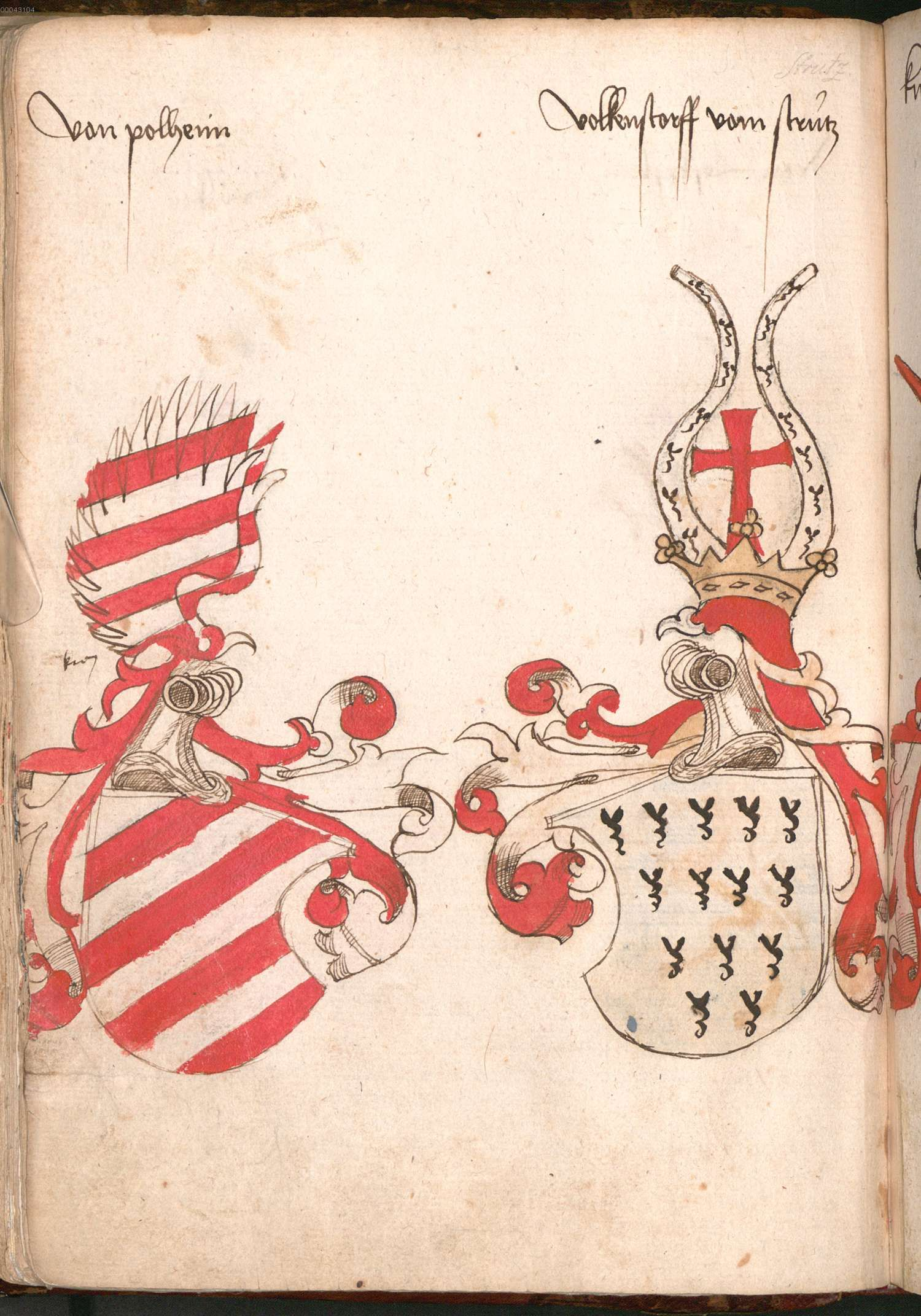
Wappen von Polheim und Volkenstorff vom Kreutz im Wernigeroder Wappenbuch (um 1475/1500)
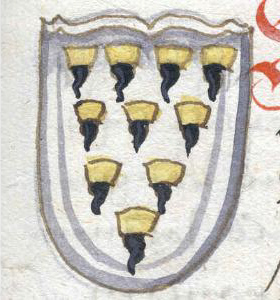
Wappendarstellung für den Salzburger Erzbischof Sigismund von Volkersdorf in der Salzburgischen Chronik bis 1587
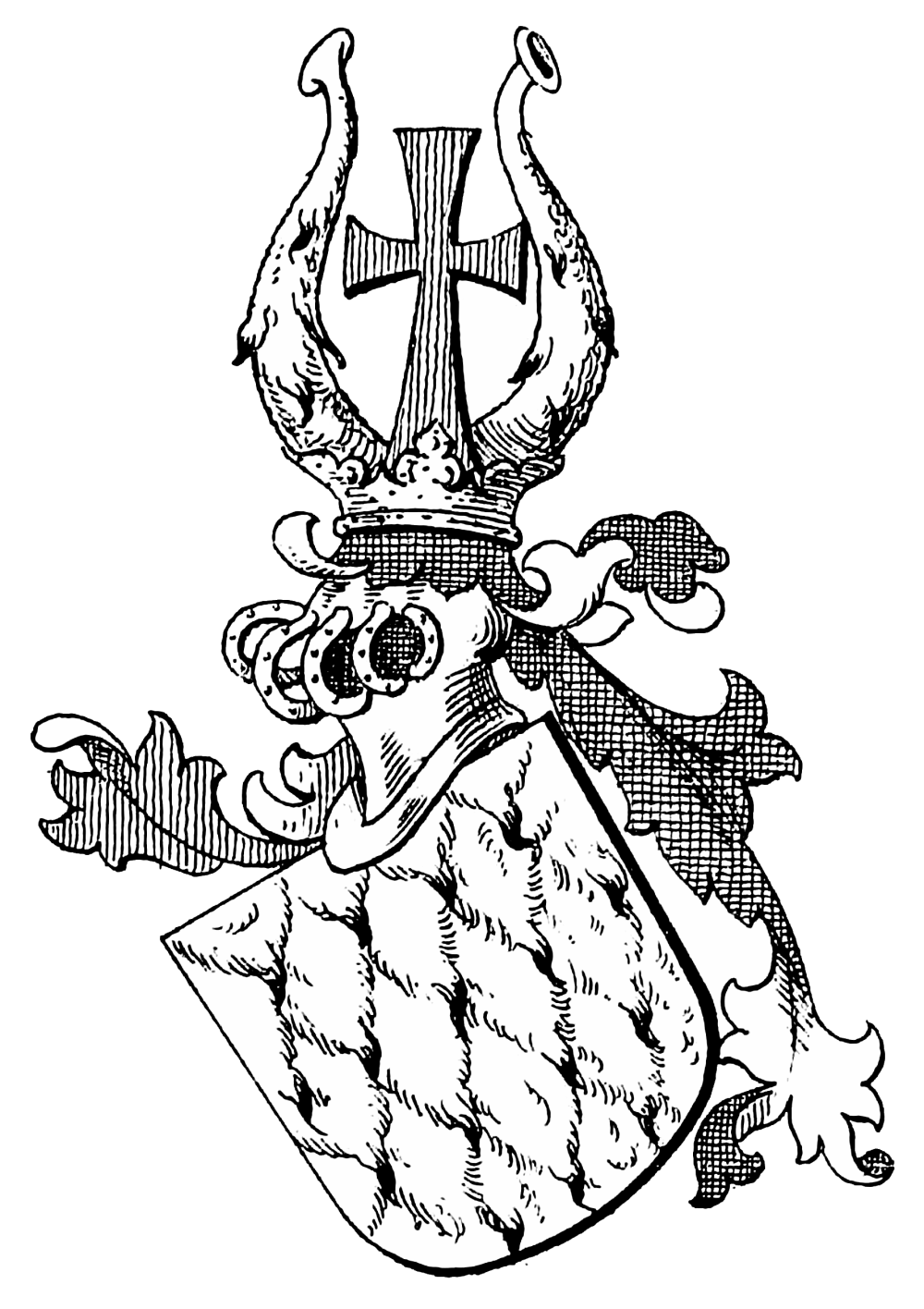
Wappen der Volkenstorf in Siebmachers Wappenbuch von 1904

## Persönlichkeiten
- Arnhalm I. gründete um 1120 das Benediktinerstift Gleink.[2]
- Ortolf II. von Volkenstorf ermordete zu Pfingsten 1256 Witiko von Prčice und Blankenberg, den ersten Verwalter des neu geschaffenen Landes Oberösterreich, im Speisesaal des Stiftes St. Florian und musste daraufhin fliehen. Nach der Herrschaftsübernahme durch Rudolf von Habsburg wurden die Volkensdorfer jedoch rehabilitiert.
- Wolf Wilhelm II. zu Volkenstorf war 1610–1616 Landeshauptmann ob der Enns

## Stammliste
NN
1. Arnhalm I. (urk. 1082, 1100, † vor 1122)
  1. Pruno I. von Gleink (urk. 1122–1128)
  2. Arnhalm II. de Gluniche und de Volkenstorf (urk. ca. 1151–1178)
  3. Otto I. (urk. 1170–1192), ⚭ Jutta (?)
    1. Ortolf I. (urk. 1204–1217), Verwalter des Gebiets ob der Enns
      1. Otto II. von Kreuzen (urk. 1223–1239) ⚭ Diemuth von ? (siehe Nebenlinie Kreuzen)
      2. Margarete ⚭ Hans von Rohr
      3. Dietrich ⚭ ? (urk. 1223–1258) (siehe Nebenlinie Neuhofen)
      4. Ortolf II. von Volkersdorf-Weißenberg ⚭ ? (urk. 1223–1260)
        1. Hartnid II. ⚭ ? (urk. 1287–1297)
          1. Ortolf IV. von Kematen († ca. 1360)

        2. Heinrich I. ⚭ Margarete Stuchs von Trautmannsdorf, ⚭ Adelheid von ? (urk. 1270–1318)
          1. Heinrich III. ⚭ Elsbeth von Goldeck, ⚭ Sophie von Kranichberg (urk. 1311–1325)
            1. Georg auf Weißenberg ⚭ Agnes von ?, ⚭ Margarethe von Polheim, ⚭ Barbara von Grienböck (urk. 1353–1410)
              1. Seibot III. ⚭ Dietmut von Wallsee (urk. 1431, 1441)
              2. Christoph ⚭ Anna von Sinzendorf (urk. 1413, 1448)
              3. Sigismund I. von Volkersdorf (* ca. 1395, † 1461), Erzbischof von Salzburg
              4. Seyfried
              5. Euphemia
              6. Kyburg ⚭ Adalbert von Ottenstein
              7. Wolfgang I. ⚭ Katharina von Winden (urk. 1446)
                1. Georg III. ⚭ Dorothea von Stubenberg (urk. 1353, 1471)
                2. Hartmann († 1489) ⚭ Barbara von Freundsberg
                3. Margarete ⚭ Stephan von Hohenberg

              8. Elisabeth ⚭ Heinrich von Wildhaus
              9. Wiguleus († 1460) ⚭ Susanna von Wartenfels (urk. 1421)
                1. Siegmund ⚭ Anna von der Alm
                  1. Florian († 1487)
                  2. Caspar II. († 1525), Burggraf von Steyr ⚭ Clara von Weissböck († 1519)
                    1. Hans Caspar I.
                    2. Barbara ⚭ Erasmus von Hohenberg
                    3. Luneta ⚭ Christoph von Losenstein, ⚭ Sebastian von Losenstein
                    4. Wolfgang II. (* 1494, † 1552) ⚭ Apolonia von Eckartsau
                      1. Coloman
                      2. Sophie ⚭ Siegmund Nicolas von Auersperg
                      3. Richardis ⚭ Gerhard von Lamberg
                      4. Wolf Wilhelm I. (* 1517, † 1575) ⚭ Ottilie von Zelking († 1549), ⚭ Katharina von Tannberg zu Aurolzmünster (1582 vermählt mit Carl Freiherr von Schärffenberg)
                        1. Appolonia
                        2. Anna Maria
                        3. Wolf Wilhelm II., Herr zu Volkenstorf, Weißenberg und Reichertstorf (* 1567, † 1616), Frei- und Panierherr, Landeshauptmann ob der Enns ⚭ Katharina von Lichtenstein zu Nicolsburg (Eheschließung 1592)
                          1. Maria Elisabeth ⚭ Wolf von Gera
                          2. Wolf Hartmann
                          3. Anna Maria ⚭ Georg Achaz von Losenstein
                          4. Wilhelm (* 1595, † 1612)
                          5. Albrecht
                          6. Susanna Katharina ⚭ Wilhelm von Gera
                          7. Maria Maximiliana († 1653) ⚭ Otto Adam von Traun

                        4. Elisabeth
                        5. Hans Siegmund

                      5. Hans Caspar auf Weißenberg, Lutheraner (* 1569, † 1596) ⚭ Lucretia von Losenstein († 1571), ⚭ Margaretha von Prag
                      6. Maria ⚭ Georg von Losenstein

                    5. Anna ⚭ Wolfgang von Neideck
                    6. Katharina
                    7. Hedwig
                    8. Modesta

                  3. Agnes ⚭ Moriz von Tannberg, ⚭ Georg von Aham
                  4. Amalie ⚭ Hans Ulrich von Starhemberg, ⚭ Hans Strein zu Schwarzenau

                2. Caspar I.
                3. Benigna ⚭ Hans von Weissbriach
                4. Magdalena ⚭ Wolf von Wächingen
                5. Veronica ⚭ Erasmus von Aham, ⚭ Hans von Seyboltsdorf
                6. Amalie ⚭ Jacob von Thurn

            2. Ortolf V. (urk. 1353–1393)
            3. Hans II.
            4. Heinrich IV. (urk. 1369, 1395), Domherr zu Passau und Pfarrer zu Enns

          2. Margarete
          3. Seibot I. ⚭ Diemuth von Losenstein (urk. 1311–1336)
            1. Seibot II. ⚭ Anna von Marschwang (urk. 1370–1421)
            2. Anna ⚭ Albers von Görs
            3. Elisabeth ⚭ Gundaker von Starhemberg

    2. Hartnid I. (urk. 1207)
      1. Hermann (urk. 1230)

    3. Herbort (urk. 1208–1213) von Wolfgerstorf (siehe Nebenlinie Wolfgerstorfer)

### Stammliste (Nebenlinie Wolfgerstorf)
1. Herbort (urk.1208–1213) von Wolfgerstorf
  1. Heinrich (urk. 1230)
    1. Hermann (urk. 1262–1295) ⚭ ?
      1. ux.? ⚭ Heinrich von Schlierbach-Zelking

    2. Bernhard (urk. 1298) ⚭ (?)
      1. Otto (urk. 1298) ⚭ Gertrud Stuchs von Trautmannsdorf
      2. Adelheid
      3. Berchta ⚭ Hallek (?)

    3. Margarete ⚭ Dietmar von Losenstein

  2. Konrad (urk. 1290)
    1. Ulrich, ⚭ Petrissa (urk. 1275–1314)
      1. Petrissa ⚭ Dietrich von ? (1283)

    2. Dietrich (urk. 1292, 1295)
      1. Jans (urk. 1299, 1295)
      2. Agnes ⚭ Alber von Oehlacht (1342)

### Stammliste (Nebenlinie Kreuzen)
1. Otto II. von Kreuzen (urk. 1223–1239) ⚭ Diemuth von ?
  1. Otto III. (urk. 1257–1303) ⚭ (?)
    1. Albert I. zu Kreuzen und Gschwendt (urk. 1303–1348) ⚭ Margarete von Kapellen
      1. Otto IV. ⚭ Kunigunde von Wallsee (urk. 1334–1370)
        1. Hadmar III. (urk. 1439)
        2. Hans III. ⚭ Katharina von Meissau
        3. Albert II. ⚭ Else von Zelking, ⚭ Barbara von Winden (urk. 1400–1442)
          1. Georg II. ⚭ ? (urk. 1440–1474)
          2. Hadmar IV., Hofmarschall in Salzburg, (urk. 1439–1482) ⚭ Barbara von Freundsberg
          3. Helene ⚭ Georg von Zelking

    2. Hadmar II. ⚭ Euphemie Häusler von Wildenstein (urk. 1312–1341)
      1. Hans I. ⚭ Margarete von Traun (urk. 1334–1341)
      2. Konrad II. ⚭ Sophie von ? (urk. 1341)

### Stammliste (Nebenlinie Neuhofen)
1. Dietrich ⚭ ? (urk. 1223–1258)
  1. Heinrich II. zu Neuhofen-Gschwendt (urk. 1275–1314) ⚭ Margret von ?
    1. Heinrich III. (urk. 1340, † vor 1349)
    2. Ortolf III. (urk. 1300–1308)
    3. Chadold (urk. 1300)
    4. Hadmar I. (urk. 1302)
    5. Elisabeth
    6. Katharina
    7. Agnes ⚭ Johann von Starhemberg (urk. 1306)

  2. Konrad I. zu Steyr ⚭ Elsbeth von Preuhafen (urk. 1275–1304)
    1. Dietrich II. (urk. 1309–1318)
    2. Katharina